# Erik van Nimwegen

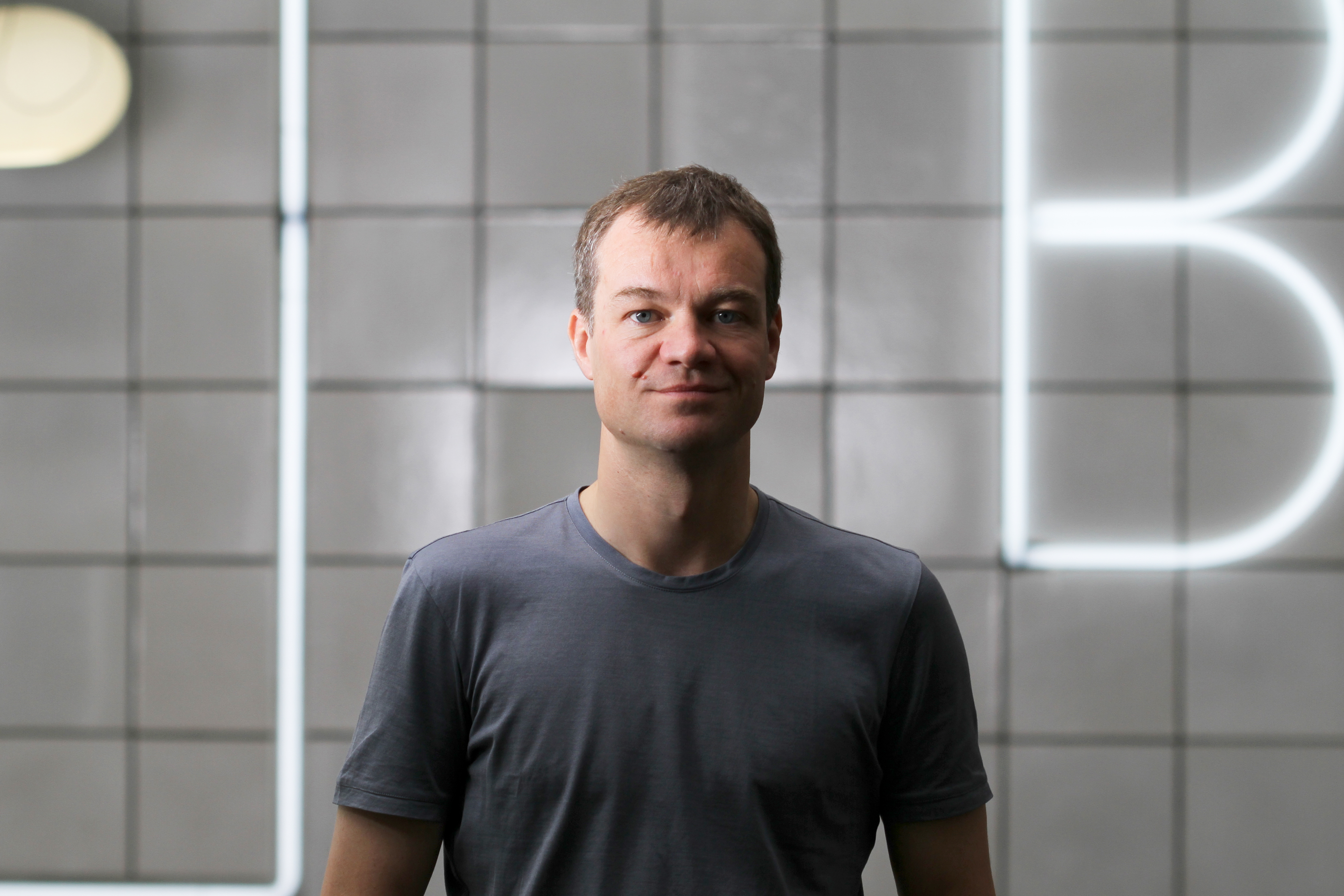
Erik van Nimwegen (2011)

Erik Jan van Nimwegen (* 5. November 1970 in Amsterdam) ist ein niederländischer Bioinformatiker und Professor am Biozentrum der Universität Basel, Schweiz.

## Leben
Erik van Nimwegen studierte Theoretische Physik an der Universität Amsterdam. Er promovierte am Santa Fe Institute (SFI) in Santa Fe, New Mexico, und bekam 1999 an der Fakultät für Biologie der Universität Utrecht den Doktortitel verliehen. Anschließend forschte Erik van Nimwegen als Postdoc ein weiteres Jahr lang am Santa Fe Institute sowie drei Jahre am Center of Studies in Physics and Biology der Rockefeller University, New York. 2003 wurde Erik van Nimwegen als Professor für Bioinformatik ans Biozentrum der Universität Basel berufen. Seit 2004 ist er zudem Gruppenleiter am Swiss Institute of Bioinformatics (SIB), Basel.

## Wirken
Erik van Nimwegen erforscht die Evolution des Genoms sowie die Funktion und Evolution von Regulationsnetzwerken, mit denen Zellen die Genexpression steuern. Er entwickelt mathematische Modelle, um die Entwicklung und Funktionsweise der regulatorischen Netzwerke zu analysieren, und konzipiert Computermethoden, mit deren Hilfe sich solche Netzwerke auf Basis umfangreicher biologischer Daten-Sets rekonstruieren lassen.
Van Nimwegens Forschung befasst sich mit einem allgemeinen Evolutionsmodell zur Robustheit des Genoms gegenüber Mutationen sowie der Identifizierung universeller Skalengesetze der Genomevolution. Weitere Forschungsschwerpunkte sind die Entwicklung der allgemeinen bayesschen Methoden zur Vorhersage von Transkriptionsfaktor- und miRNA-Bindungsstellen sowie die Entwicklung von Modellen zur Ableitung regulatorischer Netzwerke aus genomweiten Expressionsdaten und Daten des Chromatinzustands.

## Auszeichnungen
Seit 2010 Mitglied der Redaktion des PLoS Computational Biology Journals.

## Publikationen (Auswahl)
Vollständige Publikationsliste
- E. van Nimwegen, J. P. Crutchfield, M. Huynen: Neutral evolution of mutational robustness. In: Proceedings of the National Academy of Sciences. Band 96, Nr. 17, 17. August 1999, S. 9716–9720, PMID 10449760
- E. van Nimwegen: Scaling laws in the functional content of genomes. In: Trends Genet. Band 19, Nr. 9, September 2003, S. 479–484, PMID 12957540
- R. Siddharthan, E. D. Siggia, E. van Nimwegen: PhyloGibbs: a Gibbs sampling motif finder that incorporates phylogeny. In: PLoS Comput Biol. Band 1, Nr. 7, Dezember 2005, e67, Epub 2005 Dec 9. PMID 16477324
- L. Burger, E. van Nimwegen:. Accurate prediction of protein-protein interactions from sequence alignments using a Bayesian method. In: Mol Syst Biol. Band 4, 2008, S. 165, doi:10.1038/msb4100203, Epub 2008 Feb 12, PMID 18277381
- FANTOM Consortium: H. Suzuki, A. R Forrest, E. van Nimwegen u. a.: The transcriptional network that controls growth arrest and differentiation in a human myeloid leukemia cell line. In: Nat Genet. Band 41, Nr. 5, Mai 2009, S. 553–562, doi:10.1038/ng.375, Epub 2009 Apr 19, PMID 19377474